# Molophilus (Austromolophilus) kulai
Molophilus (Austromolophilus) kulai is een tweevleugelige uit de familie steltmuggen (Limoniidae). De soort komt voor in het Australaziatisch gebied.